# La Uvita
La Uvita – miasto w Kolumbii, w departamencie Boyacá.